# Броньований бульдозер

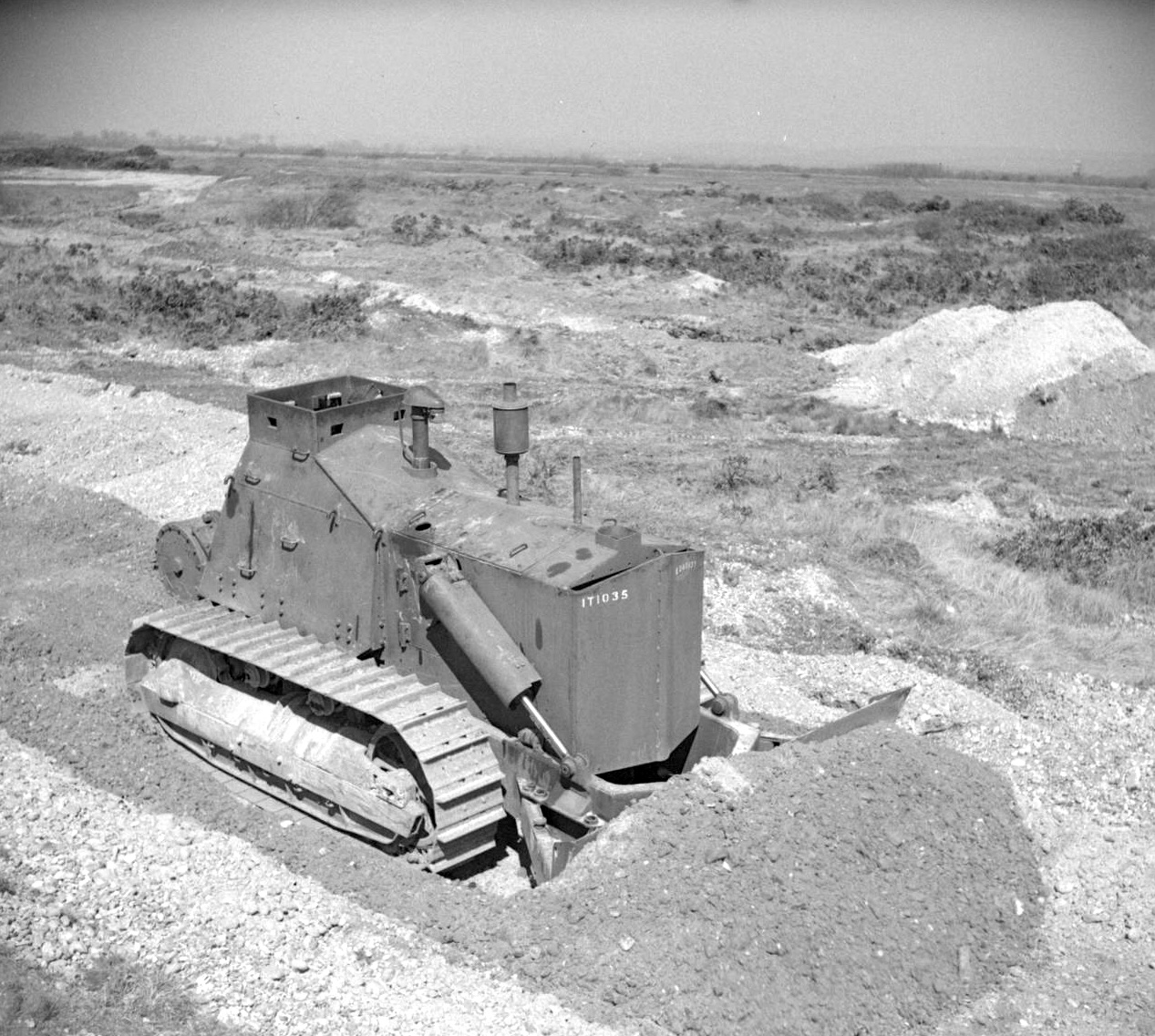
Броньований Caterpillar D-7 британської армії, 1944

Броньований бульдозер — броньована інженерна машина, що поєднує землерийні можливості бульдозера з бронезахистом машини та її оператора при роботі у зоні бойових дії або поблизу неї. Більшість такої техніки являє собою модифіковані цивільні бульдозери, деякі машини виготовлені з танків, позбавлених озброєння та обладнаних бульдозерним відвалом. Крім того, існують танки, які мають і відвал, і озброєння (так звані танкдозери), але це не робить їх броньованими бульдозерами як такими, оскільки основною залишається бойова роль, а земляні роботи є другорядним завданням.

## Історія

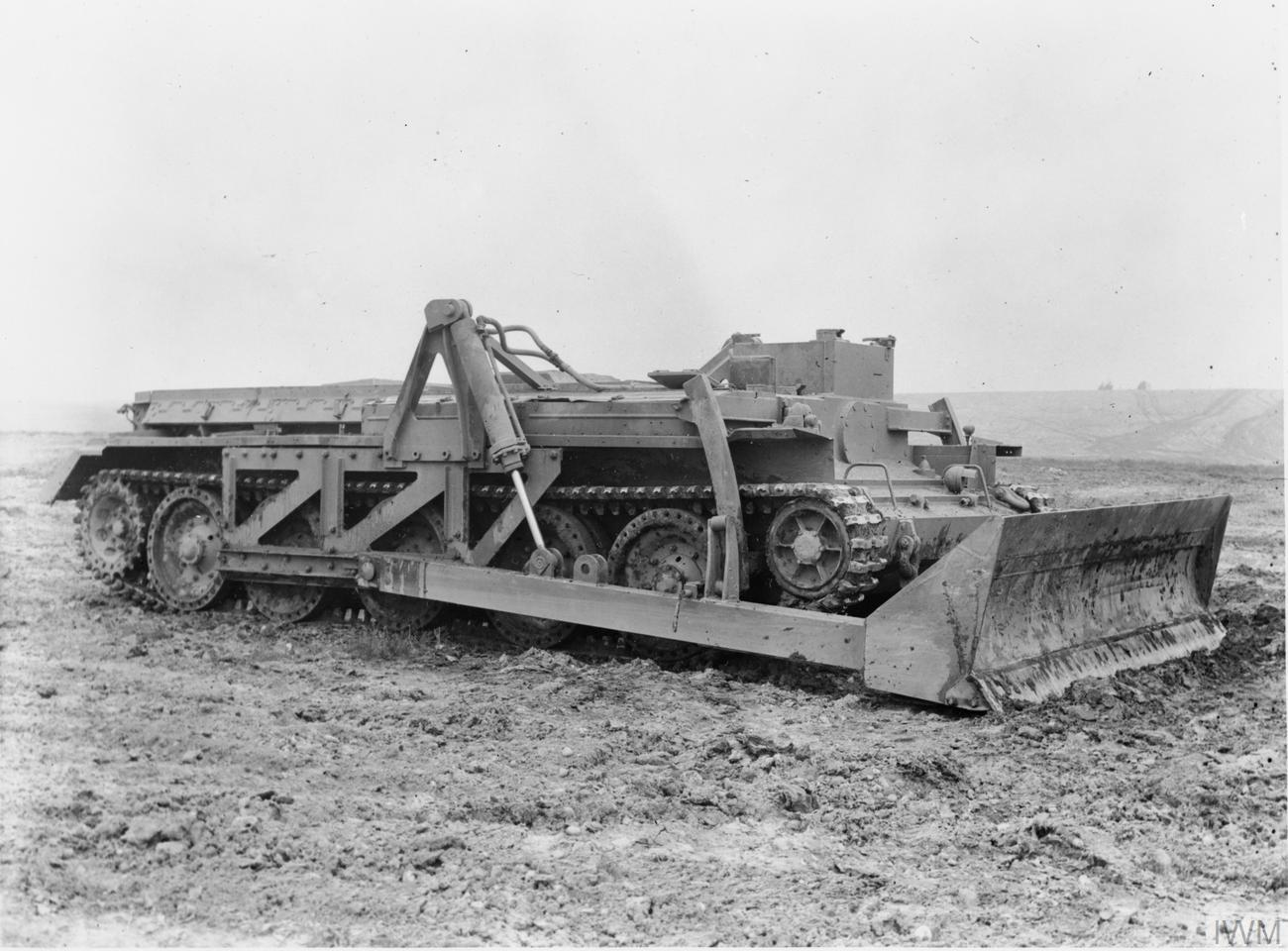
Бульдозер «Центавр»

Перший броньований бульдозер, D7A, був виготовлений британською компанією Jack Olding & Сompany Ltd під час Другої світової війни. Це був звичайний бульдозер Caterpillar D7, оснащений бронею для захисту водія та двигуна. Він став одним із кількох спеціалізованих броньованих транспортних засобів, які разом називалися Hobart's Funnies і використовувалися британською 79-ю бронетанковою дивізією для підтримки танкових штурмів.
Бульдозери були виготовлені в рамках підготовки до Нормандської битви і призначалися для очищення районів висадки морського десанту від перешкод і швидкого ремонту доріг (розчищення завалів і засипання вибухових вирв).
В ході просування армії союзників Європою броньований бульдозер було визнано надто повільним — виникла потреба в добре броньованому транспортному засобі, який міг би долати перешкоди і водночас був достатньо швидким, щоб не відставати від танкових формувань. Ці вимоги задовольнив бульдозер «Центавр» (англ. Centaur Bulldozer) — танк «Центавр» зі знятою баштою та встановленим відвалом. Ці бульдозери все ще використовувалися британською армією під час Корейської війни.

## Сучасне застосування
Сучасні броньовані бульдозери часто базуються на Caterpillar D7 і D9. Останній зарекомендував себе особливо ефективним для ЦАХАЛ, а також для збройних сил Сполучених Штатів (корпусу морської піхоти та армії) і канадської армії в Іраку. Початково для всіх цих машин використовувалася броня, розроблена і виготовлена Ізраїлем; після успіху броньованого D9 компанія Caterpillar Defense Products почала виробляти та продавати власні броньовані варіанти цих бульдозерів, головним чином для Збройних сил Сполучених Штатів.

### Ізраїль

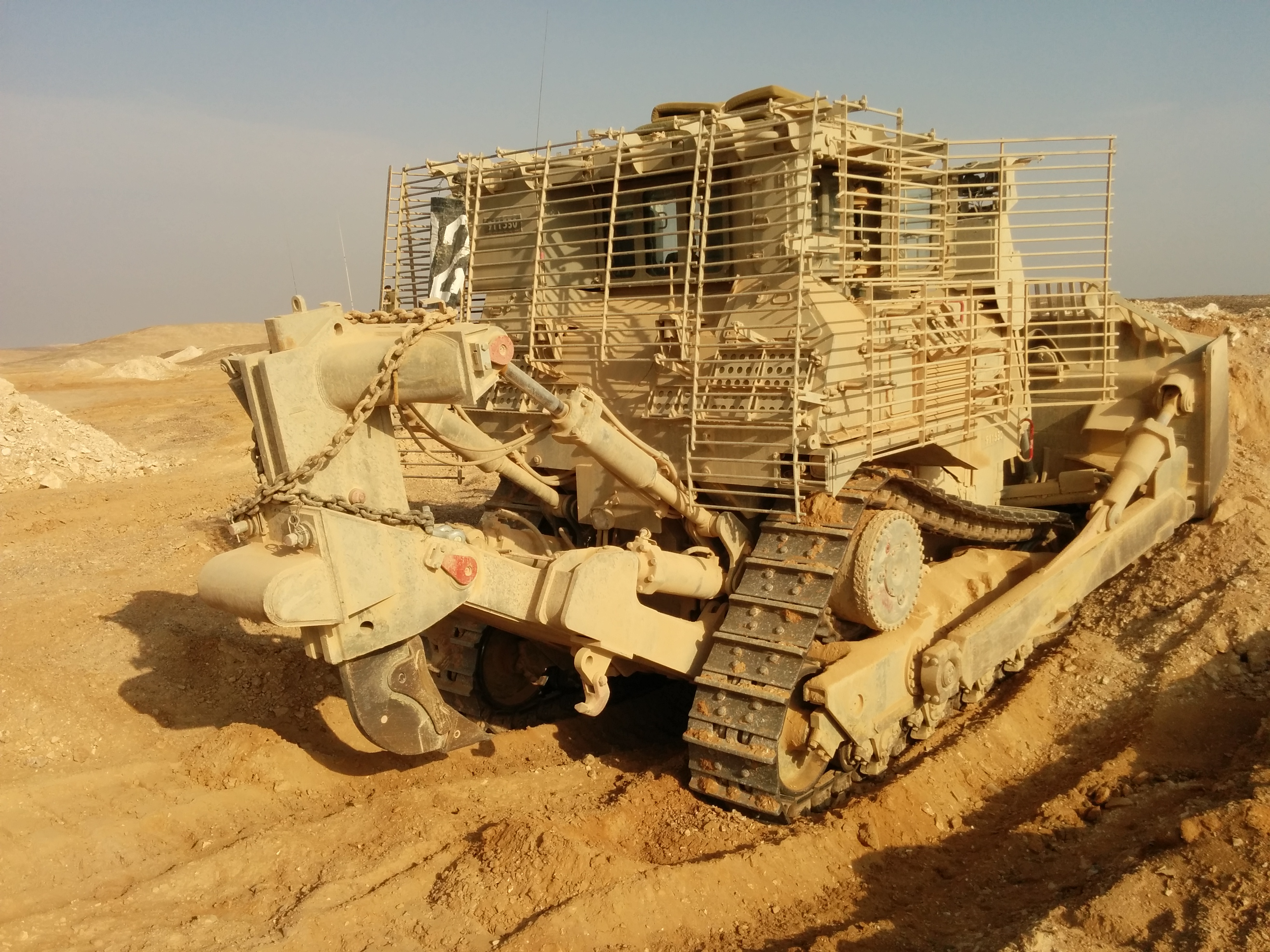
Ізраїльський «Doobi»

Ізраїльський броньований D9 на прізвисько «Doobi» (івр. דובי, буквально «плюшевий ведмедик») — це бульдозер Caterpillar D9, який був модифікований ЦАХАЛ та концернами Israel Military Industries і Israel Aerospace Industries для підвищення живучості машини в агресивних середовищах і умовах серйозних атак.
D9R, останнє покоління бульдозерів D9 на службі ЦАХАЛ, має потужність від 405 до 410 к.с. (302 до 306 кВт) і тягове зусилля 71,6 тонни (702 кН). Екіпаж складається з двох осіб: оператора та командира.
Основною модифікацією ЦАХАЛ є встановлення на бульдозер комплекту броні ізраїльського виробництва. Екіпаж знаходиться у броньованій кабіні з куленепробивними вікнами, що забезпечує захист від осколків та вогню зі стрілецької зброї. Для захисту від РПГ також установлюється протикумулятивна решітка. Весь цей бронепакет додає до робочої маси D9 приблизно 15 додаткових тонн. Бульдозери можуть бути також оснащені різним додатковим обладнанням, таким як керовані екіпажем кулемети, гранатомети та обладнання для димової завіси.
ЦАХАЛ використовує D9 для широкого спектра інженерних завдань, таких як земляні роботи, копання ровів, встановлення піщаних бар'єрів, будівництво укріплень, евакуація застряглих, перекинутих або пошкоджених бойових броньованих машин (разом з евакуаційною машиною M88), розміновування, підрив саморобних вибухових пристроїв і вибухівки, розчищення перешкод на місцевості та відкриття шляхів для БТР і піхоти, а також підрив споруд, у тому числі під вогнем.
Під час Другої інтифади броньований бульдозер D9 проявив себе ефективним знаряддям боротьби з палестинськими бійцями, оскільки він виявився майже невразливим для палестинської зброї і витримував навіть РПГ і вибухові заряди потужністю понад 100 кг. Він широко використовувався для розчищення чагарників та руйнування споруд, які можна було використовувати як укриття.

### США

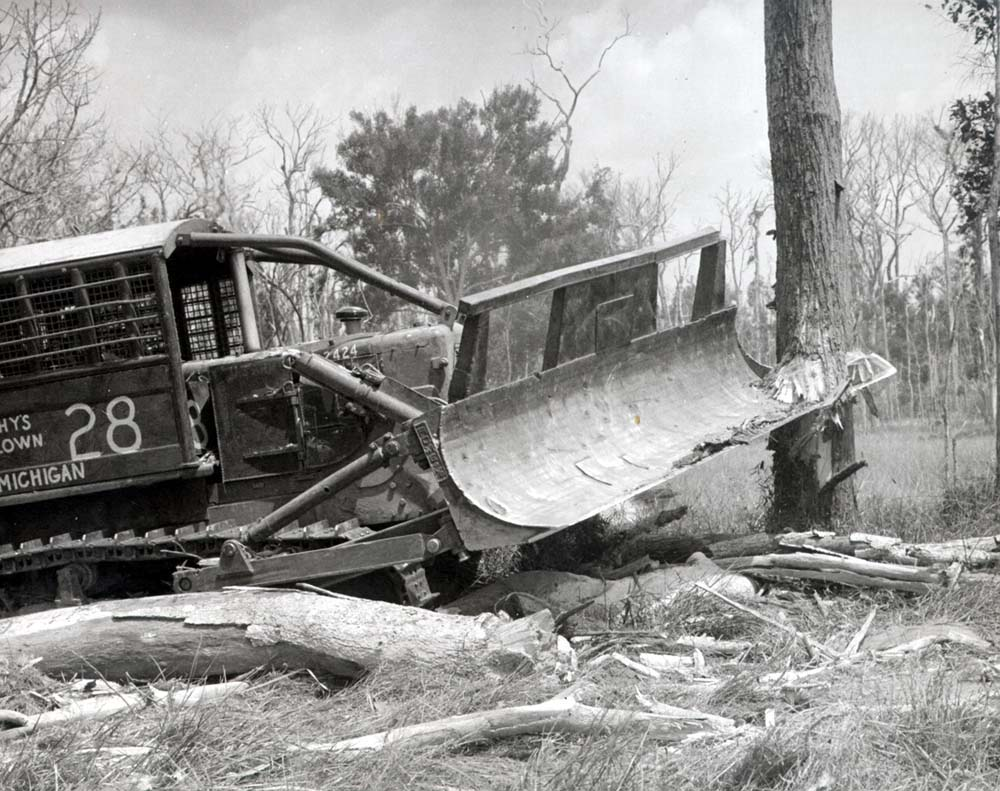
«Ромський плуг» у В'єтнамі.

Броньовані бульдозери Caterpillar D7E використовувалися під час В'єтнамської війни збройними силами Сполучених Штатів у Південному В'єтнамі (так звані «Ромські плуги», англ. Rome plow, від назви міста Ром, штат Джорджія, де їх виготовляли). Ці машини були оснащені двотонним загостреним відвалом і використовувалися для створення проходів у джунглях і руйнування ворожих укріплень.
Під час війни в Перській затоці Сполучені Штати придбали для своїх бульдозерів Caterpillar D7 бронекомплекти в Israel Military Industries. Броньовані бульдозери використовувалися переважно для розміновування. В ході підготовки до війни в Іраку у 2003 році армія Сполучених Штатів придбала у ЦАХАЛ кілька аналогічних комплектів броні для D9. Ці машини використовувалися для очищення доріг від знищеної техніки, копання ровів, зведення земляних загороджень і спорудження польових укріплень, а також для знесення будинків, у яких переховувалися ворожі снайпери. У військових звітах говориться, що D9 були визнані дуже ефективними та отримали дуже схвальні відгуки від усіх, хто їх використовував.